# Po Lin
Po Lin (chiń. upr. 宝莲禅寺; chiń. trad. 寶蓮禪寺; pinyin Bǎolián Chánsì) – buddyjski klasztor położony na płaskowyżu Ngong Ping na wyspie Lantau w Hongkongu.

## Opis
Klasztor został założony w 1906 roku przez trzech mnichów szkoły chan, przybyłych z prowincji Jiangsu i był początkowo znany jako Tai Mao Pung (大茅蓬, Wielka Chata Kryta Strzechą). Jego nazwa została zmieniona na obecną w 1924 roku.
W głównej świątyni znajdują się trzy posągi Buddy, symbolizujące przeszłość, teraźniejszość i przyszłość oraz wiele buddyjskich pism świętych.
Na terenie klasztoru znajduje się największy na świecie posąg Buddy wykonany z brązu o nazwie Budda Tian Tan.
Do klasztoru można dotrzeć koleją linową Ngong Ping 360, której stacja końcowa znajduje się nieopodal klasztoru, a początkowa w mieście Tung Chung.

## Galeria

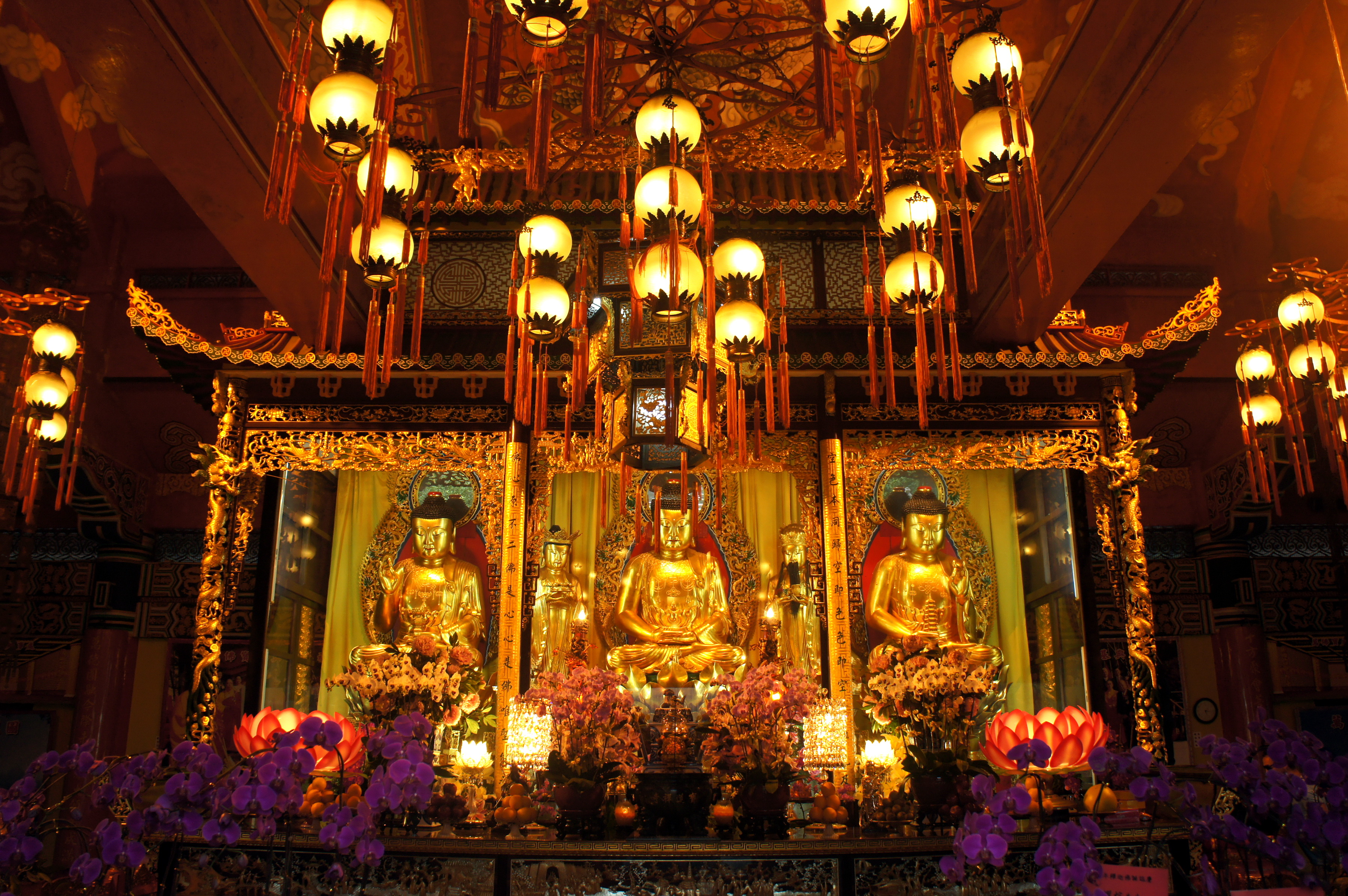
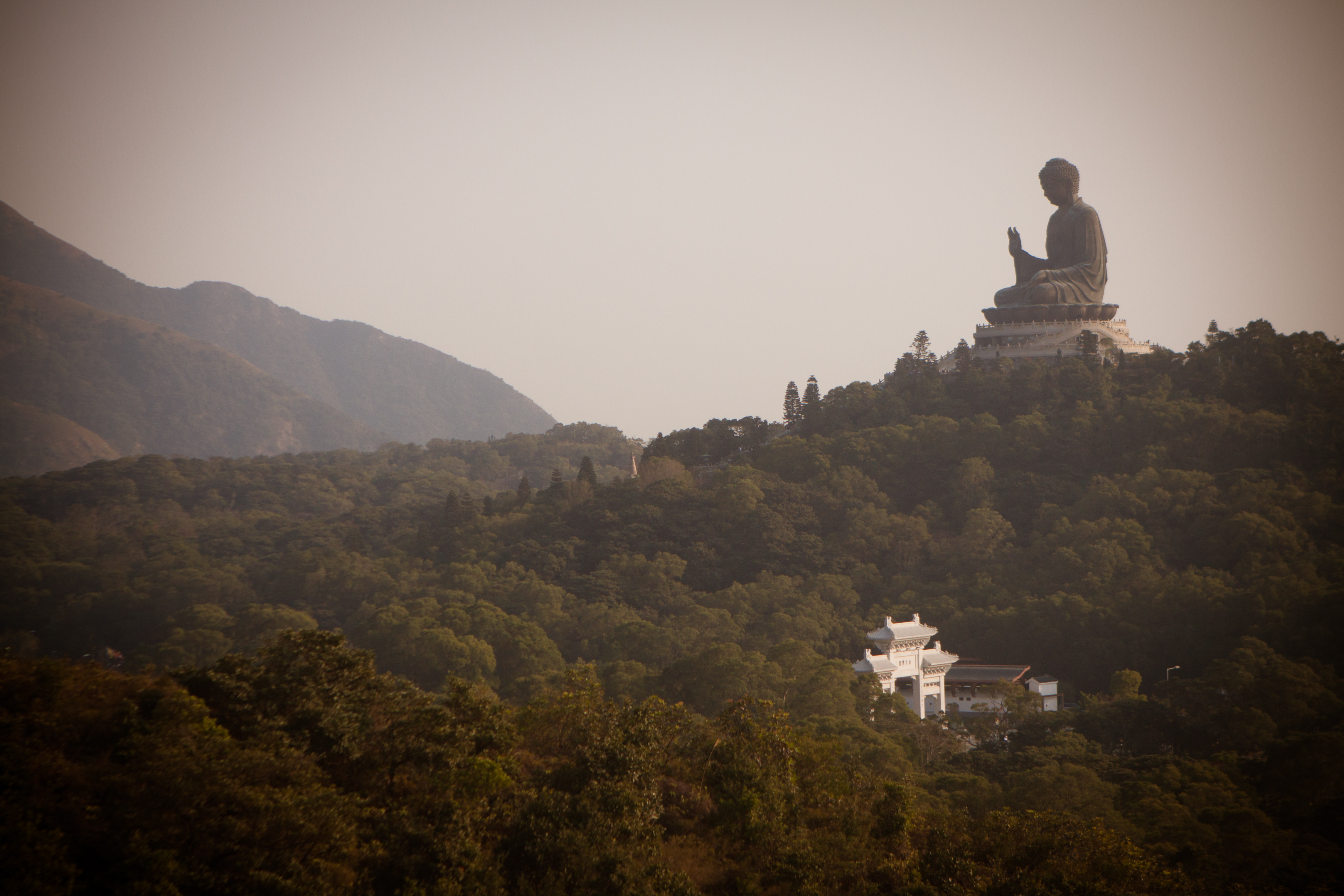
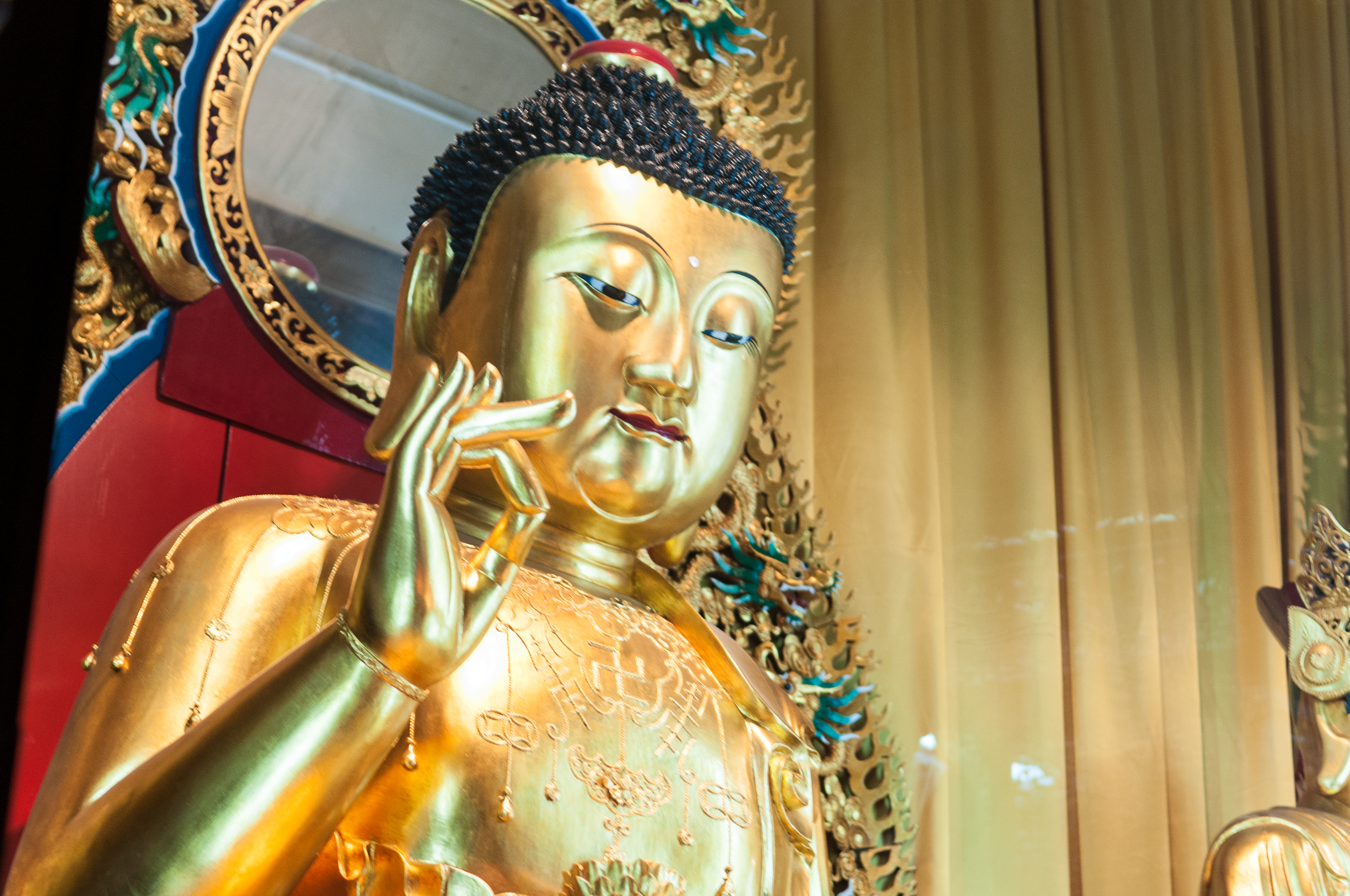
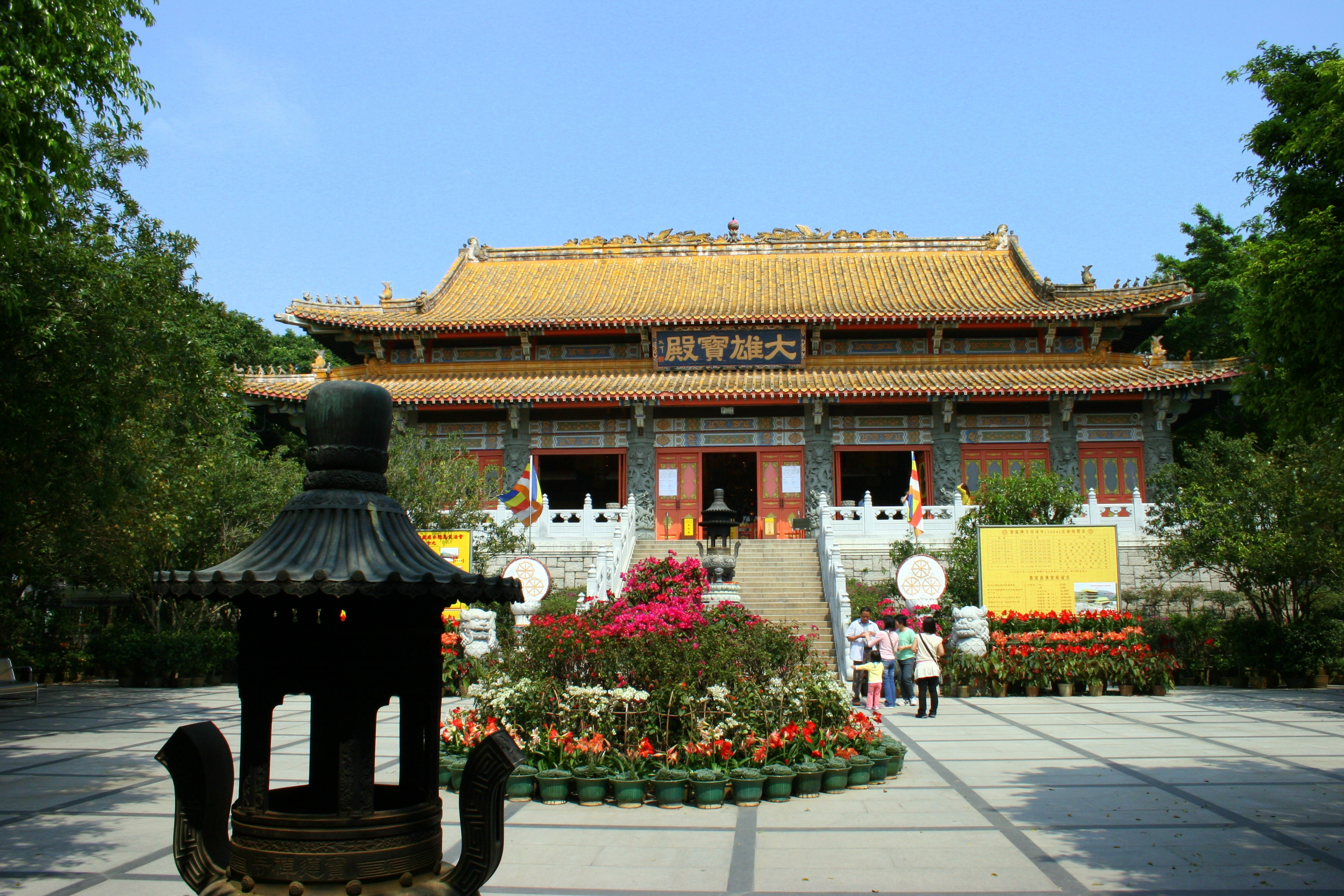